# Костомукша
Костомукша (рус. Костомукша) град је у Русији у Карелији. Према попису становништва из 2010. у граду је живело 28436 становника.

## Становништво
| 1979. | 1989.  | 2002.  | 2010.  |
| ----- | ------ | ------ | ------ |
| 4.366 | 30.432 | 29.746 | 28.436 |